# Iugani (okręg Jassy)
Iugani – wieś w Rumunii, w okręgu Jassy, w gminie Mircești. W 2011 roku liczyła 1914 mieszkańców.